# Treble
Treble fue un grupo de música holandés formado por Caroline Hoffman (nacida el 17 de noviembre de 1975), y las hermanas Niña van Dijk (n. 26 de mayo de 1985) y Djem van Dijk (n. 2 de julio de 1987). Conocido por su participación en el Festival de la Canción de Eurovisión 2006.

## Inicios
En 1995 los padres de las hermanas Niña y Djem pidieron a Caroline que fuera la profesora de música de las niñas. Caroline y las hermanas van Dijk formaron con los años un trío que interpretaba música con ritmos étnicos.
En 2003 lanzaron el sencillo Ramaganana que fue un éxito en las listas holandesas, llegando al número 1. El éxito del tema facilitó que se publicase su primer álbum No trouble.

## Festival de Eurovisión
En 2006 participaron en la selección que se realizó en los Países Bajos para escoger al representante en el Festival de Eurovisión. La final se realizó el 12 de marzo en el Heineken Music Hall de Ámsterdam, actuaron con la canción Amambanda, consiguiendo ganar por un amplio margen respecto a la segunda clasificada. La canción Amambanda consistía en una canción de ritmos africanos con una letra en un idioma inventado y algunas frases en inglés. 
Los Países Bajos debieron participar en una semifinal previa para poder actuar en la final. Esta semifinal se celebró el día 18 de mayo en Atenas, donde quedaron en 20º lugar de un total de 23 países, no consiguiendo la clasificación.

## Carrera posterior
Tras su paso por Eurovisión lanzaron dos sencillos Fly / Part of the day en 2006 y Leave me alone en 2007. El grupo se separó en 2010, siguiendo sus miembros carreras en solitario.

## Discografía
Álbumes
- No troubles, 2004
- Free, 2006

Sencillos
- Ramaganana, 2003
- Magic / Free as a bird, 2004
- Fragile, 2004
- Amambanda, 2006
- Fly / Part of the day, 2006
- Leave me alone, 2007